# Tosawi Piovani
Tosawi Narhon Joia Piovani Zoia (Milano, 10 maggio 1977) è una doppiatrice italiana, attiva soprattutto negli studi di Milano fino al suo ritiro avvenuto nel 2009.

## Biografia
Figlia del poeta e artista Norman Zoia e attiva sia in Italia che in Svizzera, all'età di 9 anni Tosawi Piovani Zoia inizia con i primi doppiaggi di spot pubblicitari per proseguire con lavori maggiormente impegnativi nelle serie televisive e nel campo cinematografico, principalmente prestando la voce a personaggi dei cartoni animati.
In teatro ha impersonato il ruolo di Puck in Sogno di una notte di mezza estate al Teatro di Porta Romana a Milano nel 1986 e negli anni immediatamente successivi ha recitato in piccole parti nella serie Don Tonino con Andrea Roncato, Gigi Sammarchi e Manuel De Peppe, per la regia di Fosco Gasperi e in alcune candid camera per la televisione svizzera.

## Doppiaggio

### Film
- Sarah Kim Gries ne La tribù del pallone - Sfida agli invincibili, La tribù del pallone - Uno stadio per la tribù, La tribù del pallone - Tutti per uno, La tribù del pallone - Alla conquista della coppa
- Misato Nakamura in Audition
- Woo Go-Na in Memories of Murder
- Luise Helm in Porky College 2 - Sempre più duro!
- Brenda Gonzalez ne Il voltapagine
- Daveigh Chase in Beethoven 5
- Jodelle Ferland in Tideland - Il mondo capovolto
- Maki Horikita in The Call: Final
- Selena Gomez in Another Cinderella Story
- Kristen Stewart in Undertow
- Ivana Baquero in Rottweiler

### Film d'animazione
- Ai Haibara in Detective Conan - L'ultimo mago del secolo, Detective Conan - Solo nei suoi occhi, Detective Conan - Trappola di cristallo, Detective Conan - Il fantasma di Baker Street, Detective Conan - La mappa del mistero, Detective Conan - Il mago del cielo d'argento
- Pual in Dragon Ball - La leggenda delle sette sfere (ridoppiaggio), Dragon Ball - La bella addormentata a Castel Demonio (ridoppiaggio)
- Lucinda in Pokémon: L'ascesa di Darkrai, Pokémon: Giratina e il Guerriero dei Cieli
- Lynn in Ken il guerriero - La leggenda di Hokuto e Ken il guerriero - La leggenda di Raoul
- Tao in Harmagedon - La guerra contro Genma
- Bambina in Manie-Manie - I racconti del labirinto
- Chrono in Oh, mia dea! - The Movie
- Leila da bambina e nipotina di Leila in Vampire Hunter D: Bloodlust[2]
- Hilary in Beyblade - The Movie
- Rita in Terkel in Trouble
- Ty ne L'isola di Furby
- Minka in Origins
- Tsumabe in Kenshin il Vagabondo: Capitolo del tempo
- Timmy in La grande impresa dell'ispettore Gadget
- Yuri Hayakawa in La ragazza che saltava nel tempo
- Coo in Un'estate con Coo

### Televisione
- Suzanne Cupito in Ai confini della realtà, episodio Incubo dal passato
- Emma Roberts in Unfabulous
- Lo Bosworth in Laguna Beach
- Brenda Song in Eddie, il cane parlante
- Miranda Cosgrove in Drake & Josh
- Aria Wallace in iCarly
- Samuel Rosek in Snobs
- Jill Noel in Undressed
- Lyndsy Fonseca (1ª voce) in How I Met Your Mother
- Michelle Kim in Ned - Scuola di sopravvivenza

### Serie animate
- Casey in Always Pokémon e Pokémon: Johto League Champions
- Lucinda in Pokémon Diamante e Perla e Pokémon Diamante e Perla: Battle Dimension
- Principessa Sara in Pokémon: Advanced Challenge
- Marina in Pokémon Chronicles
- Mao in Beyblade, Beyblade G-Revolution
- Hilary in Beyblade V-Force, Beyblade G-Revolution
- Silvia Noveda in Gundam Wing
- Mariemaia Khushrenada in Gundam Wing: Endless Waltz
- Moegi Kazamatsuri in Naruto e Naruto Shippuden (1ª voce)
- Pururu in Hello Kitty - Alla ricerca delle mele magiche, Hello Kitty - Il bosco dei misteri
- Miss Valentine, Isoka in One Piece
- Pastel ne Il paradiso delle dee
- Piccola prociona in Maple Town - Un nido di simpatia
- Katia in Una foresta incantata per Katia e Carletto
- Splinter in Picchiarello (2ª edizione)
- Samanta Quiproquo in Che baby sitter questa mummia!
- Luna in Luna principessa argentata
- Aoi in Webdiver
- Tsurin Tsurin in Dr. Slump (2ª serie)
- Marron in Dragon Ball GT
- personaggi vari in Magica Doremì
- Bumbunin in Hamtaro
- Tsubasa Shibahime in Le situazioni di Lui & Lei
- Mitzy in Spy Dogs
- Cindy in Draghi e draghetti
- Getterburg e Bindy in Flint a spasso nel tempo
- Rebecca Hopkins in Yu-Gi-Oh!
- Yui Kasuga in Yui - Ragazza virtuale
- Taranee Cook in W.I.T.C.H.
- Ai Haibara (1ª voce) in Detective Conan
- Lou Roux in Godannar
- i gemelli in The Fuccons
- Paddy in Mew Mew - Amiche vincenti
- Penelope in Angelina ballerina
- Danielle Fenton (1ª voce) in Danny Phantom
- Emma in Jacob due due
- Vincenzo in Milo, il coniglietto
- Mei in Castigo Celeste XX Angel Rabbie
- Fairy (1ª voce) in Mirmo!!
- Komugi Nakahara in Soul Taker
- Rein (1ª voce) in Twin Princess - Principesse gemelle
- Yayoi Takata in Pretear - La leggenda della nuova Biancaneve
- Oca in Franklin (3ª e 5ª stagione)
- Gina Lash Angela Anaconda
- Tsugumi Rosenmeier in Aquarion
- Carlotta in Barbapapà (ridoppiaggio)
- Jade in Bratz
- Kimberly in Catscratch
- Howie ne Il mondo di Benjamin
- Karara in Keroro
- Miyuky Miura in Nazca
- Frida Suarez in El Tigre
- Gabby in Faireez
- Lila in Najica Blitz Tactics
- Meg in Legendz - La leggenda dei re draghi
- MiMi in Principesse sirene - Mermaid Melody
- Nana in Space Pirate Captain Herlock - The Endless Odyssey
- Sari in Transformers Animated
- Magà in Di fiore in fiore con l'Ape Magà
- Cugino George in Arthur
- Micia nelle ultime serie di Hello! Spank[non chiaro]
- Calzetta in Giochiamo all'avventura con l'alce Elliot
- Lucas in Celestin
- Giorgio ne La famiglia Nickelodeon
- Sara in Acqua in bocca
- Pam in Il guardiano della foresta - Mushiking
- Marcel in Remy la bambina senza famiglia
- Suzy Mizuno in Zatch Bell!
- Pandora (1ª voce) in Geronimo Stilton
- Ikumi in Comic Party
- Mariko Ikagura in Eredi del buio
- Bunta ne Il pazzo mondo di Go Nagai
- Milly in Shaman King

### Videogiochi
- Hermione Granger in Harry Potter e il Prigioniero di Azkaban,[3] Harry Potter e il Calice di Fuoco,[4] Harry Potter e l'Ordine della Fenice,[5] Harry Potter e il Principe Mezzosangue[6]
- Faith, Olivia DeMarco, Lucia, Abya delle Sei e Cittadini di Venezia in Dreamfall: The Longest Journey[7]
- Rosaspina in Fable II[8]
- Veruca Salt ne La fabbrica di cioccolato[9]
- Taar in Dungeon Siege[10]

## Filmografia
- Don Tonino – serie TV (1990)
- Cristina, l'Europa siamo noi – serie TV, 20 episodi (1991)

## Radiodrammi
- L'orgoglio di Elsi, da Jeremias Gotthelf, scritto e diretto da Alberto e Gianni Buscaglia (RSI, 2004)
- Gioventù senza Dio, da Odon von Horvàt, regia di Alberto e Gianni Buscaglia (RSI, 2004)
- Le inchieste del commissario De Luca, da Carlo Lucarelli, scritto e diretto da Alberto e Gianni Buscaglia (RSI, 2006)
- Le memorie di Carlo Goldoni dal copione teatrale di Giorgio Strehler, scritto e diretto da Alberto e Gianni Buscaglia (RSI, 2007)
- Il caso Witchi, regia di Alberto e Gianni Buscaglia (RSI, 2008)